# Festuca vihorlatica
Festuca vihorlatica är en gräsart som beskrevs av Májovský. Festuca vihorlatica ingår i släktet svinglar, och familjen gräs. Inga underarter finns listade i Catalogue of Life.